# Aslanbek Chusjtov
Aslanbek Vitaljevitj Chusjtov (ryska: Асланбек Витальевич Хуштов), född den 1 juli 1980 i dåvarande Sovjetunionen, är en rysk brottare som tog OS-guld i tungviktsbrottning i den grekisk-romerska klassen 2008 i Peking. 